# Pontarius
Il pontarius (letteralmente, il combattente del ponte) era un gladiatore romano. Il pontarius non era una classe indipendente di gladiatori, ma venivano così chiamati quei gladiatori che combattevano su una specie di ponte. Il nome discende dal latino pons, ossia ponte. 

I pontarii erano sempre gladiatori del tipo secutor o retiarius.

## Il combattimento
Il ponte era rappresentato da una passerella posta a circa m. 2,5 d'altezza, alla quale conducevano due strette e ripide scalette da entrambi i lati. Sulla passerella si trovava il retiarius. Egli doveva difendere la propria posizione da due secutores che potevano attaccarlo da tutte e due le parti. In questo combattimento il retiarius disponeva, in aggiunta al suo consueto armamento, di un certo quantitativo di pietre da scagliare contro gli avversari.